# Liste der Gefäßpflanzen Deutschlands/Gold-Hahnenfuß
Liste der Gefäßpflanzen Deutschlands
Artenliste, sortiert nach deutschem Gattungsnamen
Artengruppe Gold-Hahnenfuß
Diese Artengruppe ist bisher nur teilweise erforscht und noch nicht endgültig gegliedert und benannt.
Die folgende Liste ist ein Auszug der Datenbank des Bundesamtes für Naturschutz.
Im Sinne der Standardisierung der Pflanzennamen sollen Änderungen und Ergänzungen nur vorgenommen werden, wenn die Übereinstimmung mit der über floraweb.de abrufbaren Datenbank sichergestellt ist. Bei Diskrepanzen zu den in der Wikipedia bereits etablierten Namen bitte eine Umleitung einrichten.
- Gold-Hahnenfuß, Abgestutzter (Ranunculus basitruncatus) – Familie: Ranunculaceae
- Gold-Hahnenfuß, Argoviensischer (Ranunculus argoviensis) – Familie: Ranunculaceae
- Gold-Hahnenfuß, Aufrechter (Ranunculus stricticaulis) – Familie: Ranunculaceae
- Gold-Hahnenfuß, Bayers (Ranunculus bayerae) – Familie: Ranunculaceae
- Gold-Hahnenfuß, Behaarter (Ranunculus puberulus) – Familie: Ranunculaceae
- Gold-Hahnenfuß, Blütenblattarmer (Ranunculus indecorus) – Familie: Ranunculaceae
- Gold-Hahnenfuß, Donau- (Ranunculus danubius) – Familie: Ranunculaceae
- Gold-Hahnenfuß, Dörrs (Ranunculus doerrii) – Familie: Ranunculaceae
- Gold-Hahnenfuß, Elsässischer (Ranunculus alsaticus) – Familie: Ranunculaceae
- Gold-Hahnenfuß, Erlen- (Ranunculus alnetorum) – Familie: Ranunculaceae
- Gold-Hahnenfuß, Feinstengeliger (Ranunculus leptomeris) – Familie: Ranunculaceae
- Gold-Hahnenfuß, Fingerblättriger (Ranunculus dactylophyllus) – Familie: Ranunculaceae
- Gold-Hahnenfuß, Ganzrandiger (Ranunculus integerrimus) – Familie: Ranunculaceae
- Gold-Hahnenfuß, Gerader (Ranunculus rectus) – Familie: Ranunculaceae
- Gold-Hahnenfuß, Geschnäbelter (Ranunculus rostratulus) – Familie: Ranunculaceae
- Gold-Hahnenfuß, Gestielter (Ranunculus petiolatus) – Familie: Ranunculaceae
- Gold-Hahnenfuß, Grossfrüchtiger (Ranunculus megacarpus) – Familie: Ranunculaceae
- Gold-Hahnenfuß, Grossohr- (Ranunculus macrotis) – Familie: Ranunculaceae
- Gold-Hahnenfuß, Haas’scher (Ranunculus haasii) – Familie: Ranunculaceae
- Gold-Hahnenfuß, Hain- (Ranunculus lucorum) – Familie: Ranunculaceae
- Gold-Hahnenfuß, Handartiger (Ranunculus palmularis) – Familie: Ranunculaceae
- Gold-Hahnenfuß, Kochs (Ranunculus kochii) – Familie: Ranunculaceae
- Gold-Hahnenfuß, Mergenthalers (Ranunculus mergenthaleri) – Familie: Ranunculaceae
- Gold-Hahnenfuß, Mond- (Ranunculus lunaris) – Familie: Ranunculaceae
- Gold-Hahnenfuß, Mosbach- (Ranunculus mosbachensis) – Familie: Ranunculaceae
- Gold-Hahnenfuß, Münchner (Ranunculus monacensis) – Familie: Ranunculaceae
- Gold-Hahnenfuß, Nachahmender (Ranunculus aemulans) – Familie: Ranunculaceae
- Gold-Hahnenfuß, Nicklès' (Ranunculus nicklesi) – Familie: Ranunculaceae
- Gold-Hahnenfuß, Rathenower (Ranunculus hevellus) – Familie: Ranunculaceae
- Gold-Hahnenfuß, Rhombusblättriger (Ranunculus rhombilobus) – Familie: Ranunculaceae
- Gold-Hahnenfuß, Roesslers (Ranunculus roessleri) – Familie: Ranunculaceae
- Gold-Hahnenfuß, Röhricht- (Ranunculus phragmiteti) – Familie: Ranunculaceae
- Gold-Hahnenfuß, Rundlicher (Ranunculus rotundatus) – Familie: Ranunculaceae
- Gold-Hahnenfuß, Sonderbarer (Ranunculus abstrusus) – Familie: Ranunculaceae
- Gold-Hahnenfuß, Spreizender (Ranunculus varicus) – Familie: Ranunculaceae
- Gold-Hahnenfuß, Stattlicher (Ranunculus opimus) – Familie: Ranunculaceae
- Gold-Hahnenfuß, Stern- (Ranunculus stellaris) – Familie: Ranunculaceae
- Gold-Hahnenfuß, Suebischer (Ranunculus suevicus) – Familie: Ranunculaceae
- Gold-Hahnenfuß, Unechter Nachahmender (Ranunculus pseudaemulans) – Familie: Ranunculaceae
- Gold-Hahnenfuß, Unechter Stattlicher (Ranunculus pseudopimus) – Familie: Ranunculaceae
- Gold-Hahnenfuß, Unechter Veränderlicher (Ranunculus pseudovertumnalis) – Familie: Ranunculaceae
- Gold-Hahnenfuß, Veränderlicher (Ranunculus vertumnalis) – Familie: Ranunculaceae
- Gold-Hahnenfuß, Vielteiliger (Ranunculus multisectus) – Familie: Ranunculaceae
- Gold-Hahnenfuß, Wechselnder (Ranunculus transiens) – Familie: Ranunculaceae
- Gold-Hahnenfuß, Wenden- (Ranunculus cassubicus) – Familie: Ranunculaceae
- Gold-Hahnenfuß, Wendenblättriger (Ranunculus cassubicifolius) – Familie: Ranunculaceae
- Gold-Hahnenfuß, Zweigestaltiger (Ranunculus biformis) – Familie: Ranunculaceae
- Hahnenfuß, Pontischer (Ranunculus ponticus) – Familie: Ranunculaceae
- Hahnenfuß, Unechter Wenden- (Ranunculus pseudocassubicus) – Familie: Ranunculaceae